# 스페이스 카우보이 (음악가)
니콜라 장피에르 드레스티(Nicolas Jean-Pierre Dresti, 1975년 3월 5일 ~ )는 스페이스 카우보이(Space Cowboy)라는 예명으로 더 잘 알려진 프랑스의 디스크 자키이자 음악 프로듀서이다.